# Borda de Camparriu
La Borda de Camparriu és una borda del terme municipal de Conca de Dalt, dins de l'antic terme de Toralla i Serradell, pertanyent al poble de Serradell, a l'oest del municipi.
Està situada a la vall del riu de Serradell, a l'esquerra del riu i a la dreta de la llau de la Cadolla, al sud-sud-est de Serradell. És a la partida de Camparriu, a la Vinya, a llevant de les Tarteretes. Hi mena el Camí Vell de Toralla.